# Сільвія фон Цигезар
Сільвія фон Цигезар (21 червня 1785 , Єна, Саксен-Ваймарd  — 13 лютого 1858 , Гроснойгаузен, Тюрингія ) — подруга художниці Луїзи Зейдлер та адресатка вірша Йоганна фон Гете «Сільвії фон Цигезар».

## Життєпис
Сільві фон Цігесар народилася 21 червня 1785 року в маєтку своєї родини в Дракендорфі поблизу Єни (Німеччина) в родині баронеси Магдалини Августи фон Цигезар й таємного радника барона Августа Фрідріха Карла Цигезара, який обіймав у герцогстві Саксен-Гота численні посади, зокрема і канцлера. Батько Сільвії був добре знайомий особисто із Гете. Її братами та сестрами були: Фрідеріка Амалія Шарлотта Ернестіна Огюст (1769—1825); Ернст Карл (1771—1796); Юліана Луїза Сесілі (1773—1831); Шарлотта Луїза Огюст (1775—1837); Фрайгер Фрідріх (1779—1832) та Антон (1783—1843).
У Єні Сільвія фон Цигезар дружила з Луїзою Зейдлер та Пауліною Готтер, яка згодом стала дружиною професора Фрідріха Вільгельма Шеллінґа. Сільвія входила до інтелектуальних кіл Єни, де в цей час оберталися Фрідріх Шиллер, Йоганн Готліб Фіхте, Фрідріх Вільгельм Шеллінг, Георг Вільгельм Фрідріх Гегель, Вільгельм Шлегель, брати Александер та Вільгельм фон Гумбольдт, Фрідріх Тік, Клеменс Бретано, Фрідріх Іммануель Нітгаммер, Захарій Вернер та багато інших. З Йоганном Вольфгангом Гете Сільвія познайомилася в будинку свого батька 1802 року.
За словами дослідників Британської бібліотеки, Сільві фон Цігесар була добре знайома з Йоганном Вольфгангом фон Гете. За інформацією зі статті Thüringer Allgemeine 2014 року «In Drackendorf erlebte Goethe glückliche Stunden und späte Liebe» («У Дракендорфі Гете пережив щасливі години та пізню любов»), їхні стосунки були набагато тіснішими. Гете зупинявся в будинку Цигезарів більше 30 разів і закохався в Сільві ще в 1802 році. У записці, написаній своєму племіннику, вона зазначала: "Гете написав це ["Bergschloss"] у моєму кутку столу за швейним столом, для мене".
Гете звернув увагу на Сільвію фон Цигезар та її подругу Пауліну Готтер раннім літом 1808 року під час перебування на курорті в Карлових Варах. Про стосунки, що склалися між поетом і Сільвією, свідчать вірші та численні листи. Відносини тривали і після весілля Сільвії з професором та гарнізонним пастором Фрідріхом Августом Кете. Гете відвідав молодих в Єні і став хрещеним їх першої дитини. Риси Сильвії фон Цигезар простежуються в образі Оттілії з повісті « Вибіркова спорідненість».
Письменниця Сесилі фон Цигезар доводиться нащадком Сільвії фон Цигезар.